# Andrés Díaz
Andrés Díaz, född den 12 juli 1969 i La Coruña, är en spansk före detta friidrottare som tävlade i medeldistanslöpning.
Díaz främsta merit var hans bronsmedalj vid inomhus-VM 1999 på 1 500 meter. Han var i final på 1 500 meter vid VM 1999 då han slutade på femte plats. Vidare deltog han vid Olympiska sommarspelen 2000 där han blev sjua.

## Personliga rekord
- 1 500 meter - 3.31,48 från 2000